# Comantella pacifica
Comantella pacifica là một loài ruồi trong họ Asilidae. Comantella pacifica được Curran miêu tả năm 1926. Loài này phân bố ở vùng Tân Bắc giới.